# Mont Mazama
Vous lisez un « article de qualité » labellisé en 2020.
Cet article concerne la montagne de l'Oregon. Pour le genre de cervidés, voir Mazama.
Le mont Mazama, en anglais Mount Mazama, est un volcan endormi s'élevant à 2 484 mètres d'altitude au pic Hillman dans la chaîne des Cascades, au sein de l'Oregon, État du Nord-Ouest des États-Unis. Il est occupé en son centre par une vaste caldeira abritant le Crater Lake, un lac de cratère qui forme la plus profonde étendue d'eau du pays, atteignant pratiquement 600 mètres. Il fait partie de l'arc volcanique des Cascades, issu de la zone de subduction de Cascadia, et se situe à la fois en marge de la province extensive de Basin and Range, raison pour laquelle il présente une diversité de roches volcaniques aussi bien visqueuses qu'effusives : il se compose de rhyodacite, de dacite, d'andésite et d'andésite basaltique.
Il est né il y a plus de 400 000 ans et sa caldeira s'est formée vers 7 700 ans avant le présent à la suite d'une gigantesque éruption. À cette époque, des Amérindiens occupent les abords du volcan et l'événement est transmis dans la tradition orale au fil des générations. Ils y voient la colère du dieu du monde souterrain vis-à-vis d'une femme mortelle et une bataille avec son rival, le dieu du ciel protégeant les humains. La dernière éruption s'est déroulée il y a 4 800 ans. Des interdits demeurent parmi les Amérindiens au sujet du lac, expliquant en partie la découverte tardive du volcan par les colons en 1853. Il joue un rôle important dans la compréhension du mécanisme de formation des caldeiras. Il est nommé en 1896 d'après le club alpin des Mazamas, sur proposition de William Gladstone Steel qui en est le fondateur. Celui-ci est également l'artisan principal de la création du parc national de Crater Lake en 1902, le cinquième plus ancien des États-Unis et le seul de l'Oregon, dont il est l'un des symboles.
Il est facilement accessible aux touristes, dont l'une des attractions principales est d'effectuer le tour de la caldeira à bord de leur véhicule ou à vélo par la route qui longe son rebord. Plusieurs sentiers de randonnée pédestre le parcourent, dont un qui descend sur la rive du lac, permettant de se baigner, de prendre une embarcation, notamment vers le cône volcanique de l'île Wizard, et de pêcher. Le camping est possible tout l'été. L'hiver, en raison des importantes chutes de neige que connaît le mont Mazama, il est possible de pratiquer les raquettes et le ski de randonnée nordique à travers les forêts de conifères. Le volcan est sous surveillance de l'observatoire volcanologique des Cascades du fait des risques persistants d'éruption sous-marine. Ses abords présentent en outre un potentiel géothermique.

## Toponymie

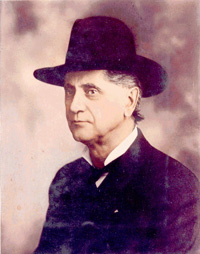
Portrait de William G. Steel, instigateur du nom du mont Mazama.

Le nom du mont Mazama est proposé en août 1896 par William Gladstone Steel, fondateur du club alpin des Mazamas, constitué au mont Hood deux ans auparavant et basé à Portland. Ce nom provient d'un mot amérindien signifiant « chèvre des montagnes », et dérivant du mot mazatl d'origine nahuatl désignant un petit cervidé dont le genre a été nommé Mazama. Steel soumet l'idée à Joseph S. Diller, géologue à l'Institut d'études géologiques des États-Unis, qui établit alors la première carte topographique de la région du Crater Lake. Le but des Mazamas, en visite dans la région, est de promouvoir le classement en parc national.
Le nom du lac en klamath est Giiwas. Après avoir adopté le nom de lac Majesty pendant quatre ans, il est renommé Crater Lake en 1869 par le rédacteur en chef Jim Sutton.

## Géographie

### Situation
Le mont Mazama est situé dans le Nord-Ouest des États-Unis, dans le quart sud-ouest de l'État de l'Oregon, au sein du comté de Klamath,. Son sommet s'élève à 23 kilomètres à l'est-nord-est d'Union Creek, à 31 kilomètres au nord-nord-ouest de Fort Klamath et à 90 kilomètres au nord-est de Medford, tandis que Portland est à environ 285 kilomètres au nord. Les côtes de l'océan Pacifique se trouvent à 180 kilomètres à l'ouest. Le volcan et sommet plus élevé le plus proche est le mont Scott situé sur le versant oriental du mont Mazama. Ils font partie de la chaîne des Cascades.

### Topographie
Le mont Mazama est un volcan endormi. Il est occupé par une caldeira d'un diamètre de huit à dix kilomètres remplie par Crater Lake, un lac de cratère dont la surface se trouve à 1 883 mètres d'altitude. La montagne culmine à 2 484 mètres d'altitude sur le rebord occidental de la caldeira au pic Hillman. Parmi les autres reliefs remarquables sur le rebord de la caldeira figurent, dans le sens horaire à partir de son point culminant, Devils Backbone (2 279 m) et Llao Rock (2 453 m) au nord-ouest, Redcloud Cliff (2 426 m) et Cloudcap (2 458 m) à l'est, Dutton Cliff (2 483 m), le pic Applegate (2 477 m), Dyar Rock (2 390 m) et le pic Garfield (2 455 m) au sud, Munson Ridge (2 170 m) au sud-ouest et The Watchman (2 442 m) à l'ouest. Red Cone (2 244 m) et Grouse Hill (2 259 m) sont situés respectivement au nord-ouest et au nord, sur les flancs du mont Mazama. La partie occidentale du lac est occupée par le cône volcanique de l'île Wizard (2 113 m). La proéminence du pic Hillman est d'environ 430 mètres par rapport à Kerr Notch, un des deux points les plus bas du rebord de la caldeira (environ 2 050 m).
Le mont Mazama est le deuxième plus vaste édifice volcanique du Quaternaire en Oregon, après le cratère Newberry, et le plus volumineux, avec 120 km3.
Le versant méridional présente plusieurs vallées glaciaires : Munson Valley, Sun Meadow et Kerr Valley,. Au niveau de Sentinel Rock, elle a été comblée par des coulées de lave. Lorsque des éruptions se sont déroulées en période de glaciation, le refroidissement rapide de la lave a produit des formations de verre volcanique. Les gorges du Sand Creek, du Sun Creek et de l'Annie Creek ont été creusées par l'avancée des glaciers dans les coulées de lave,, repoussant les débris vers les actuels graben et marais de Klamath, tandis que des tills se trouvent sur les pentes, en particulier à l'ouest et à basse altitude, ainsi que sur les murs de la caldeira au niveau du dépôt de Wineglass. Des moraines sont présentes à 27 kilomètres de la caldeira et des stries glaciaires sont visibles sur plusieurs sites autour du volcan. La dernière glaciation s'étant achevée 27 000 ans AP, l'effondrement de la caldeira est survenu sous un climat chaud et sec ; la glace n'a dès lors plus été présente qu'aux altitudes les plus élevées et sur le versant septentrional,.

### Hydrographie

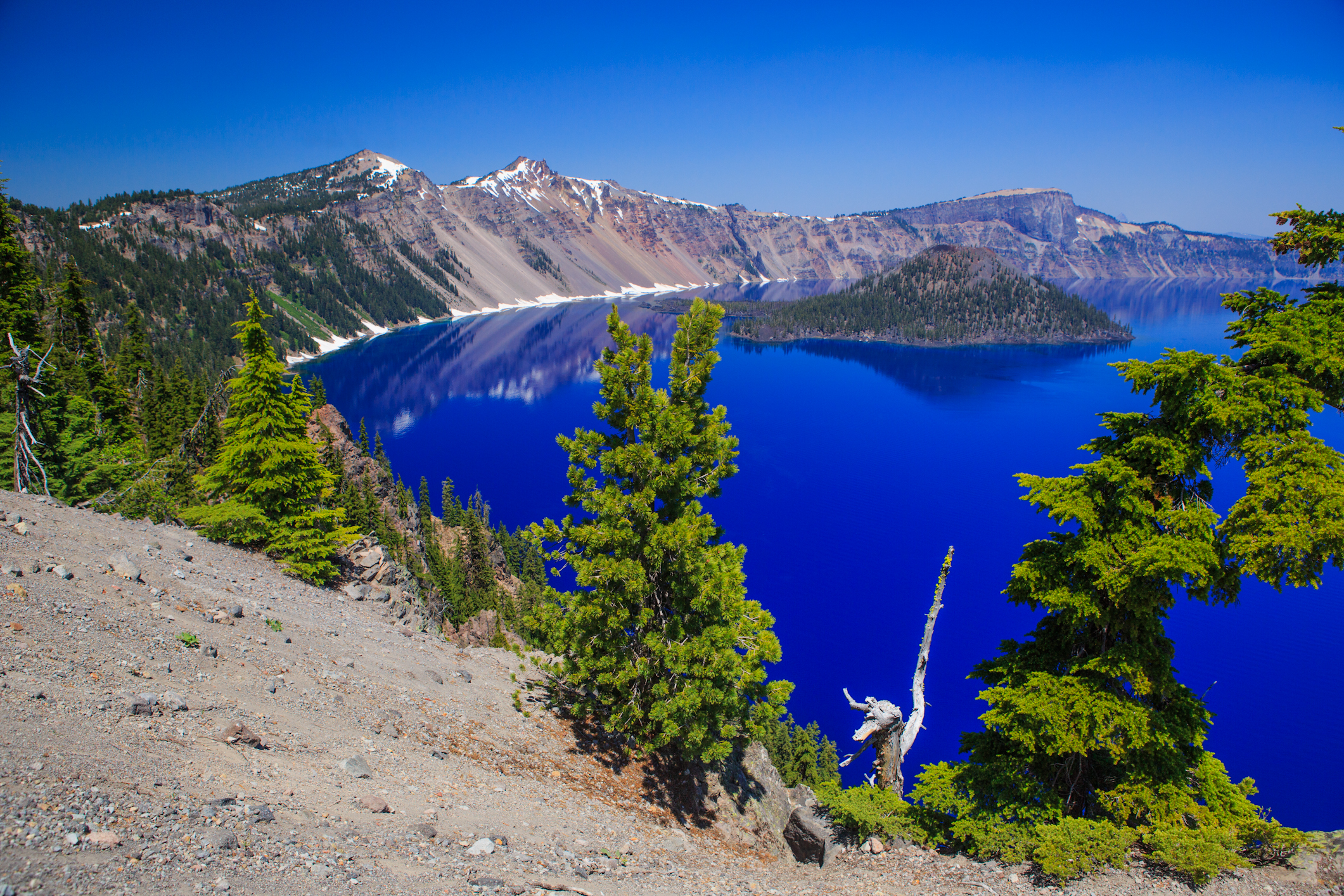
Vue du Crater Lake depuis Rim Village, sur le rebord sud-ouest de la caldeira, avec l'île Wizard à droite.

Crater Lake occupe une grande partie de la caldeira. La profondeur du lac de cratère est estimée à 592 ou 594 mètres, ce qui en fait l'étendue d'eau douce la plus profonde des États-Unis et la deuxième d'Amérique du Nord après le grand lac des Esclaves au Canada. Au fil des changements climatiques, le niveau du lac a varié, chutant notamment de douze mètres au début du XXe siècle. Le rapport entre les précipitations d'une part et l'évaporation et le drainage d'autre part reste toutefois globalement stable, sans quoi un débordement du lac serait probable.

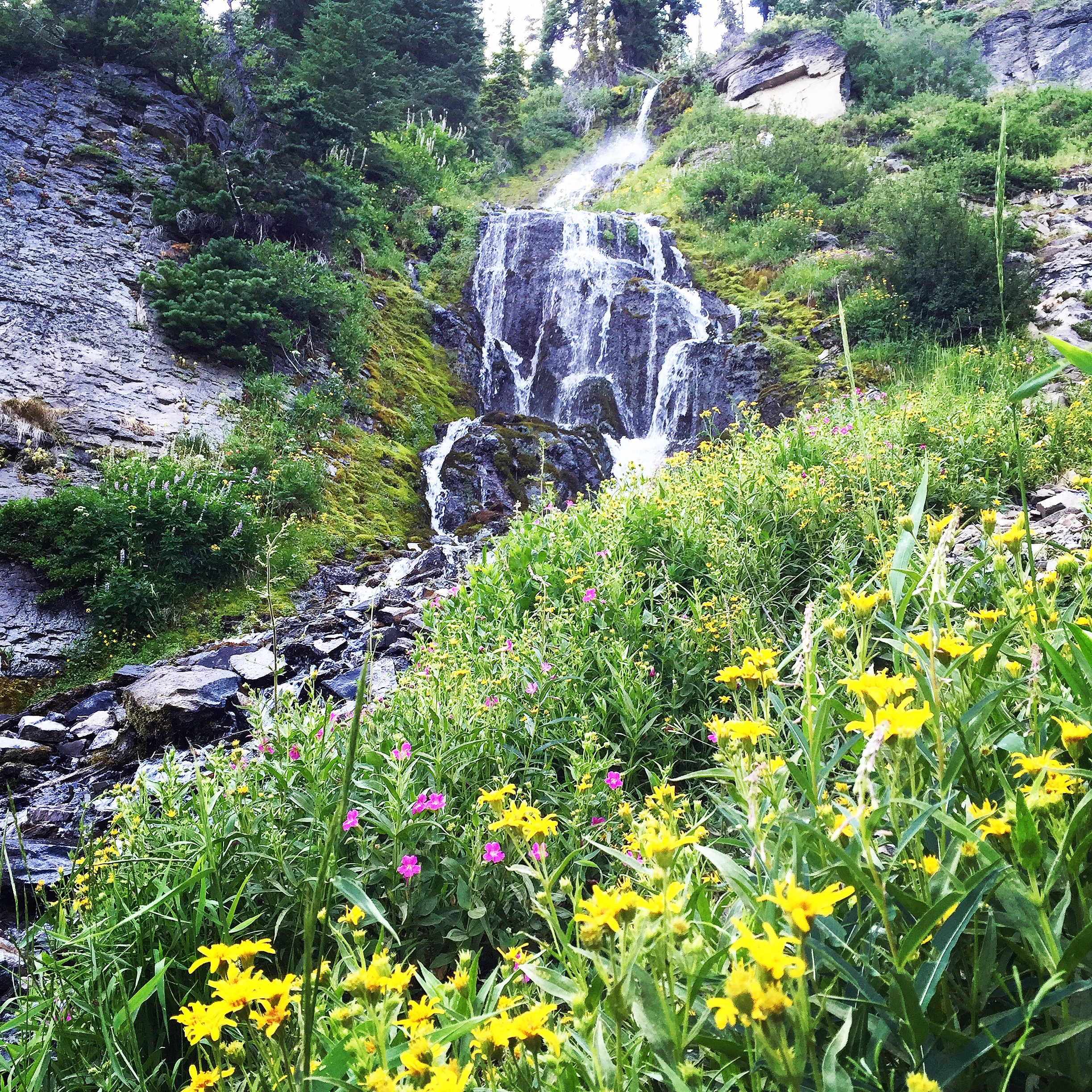
Vue des chutes Vidae, à proximité de Sun Meadow, sur le versant méridional.

Ce drainage semble s'effectuer principalement au niveau du dépôt de Wineglass sur le versant nord-est du mont Mazama, formant notamment le Desert Creek, le Silent Creek et le Bear Creek, mais aussi au niveau du versant sud-est avec le Scott Creek et le Sand Creek,,. Ce ne sont que des cours d'eau intermittents qui contribuent à alimenter le marais de Klamath, dont l'exutoire est la rivière Williamson qui se jette dans le lac Klamath supérieur,. Sur le versant sud, l'Annie Creek et ses affluents, le Munson Creek et le Sun Creek, grossissent la rivière Wood qui se jette dans le lac Agency, un lobe du lac Klamath supérieur,. Ces versants appartiennent donc au bassin versant du fleuve Klamath. Sur le versant ouest, le Castle Creek, le Bybee Creek, le Copeland Creek et le Crater Creek sont tous des affluents directs en rive gauche du fleuve Rogue dont la source, Boundary Springs, est sur le piémont nord-est du mont Mazama. Une petite partie du versant septentrional du mont Mazama, entre Desert Ridge et le cratère Timber, appartient au bassin versant du lac Diamond, donc à celui du fleuve Umpqua,. Au total, environ 200 kilomètres de cours d'eau pérennes et 115 kilomètres de cours d'eau intermittents s'écoulent sur les pentes extérieures du mont Mazama.

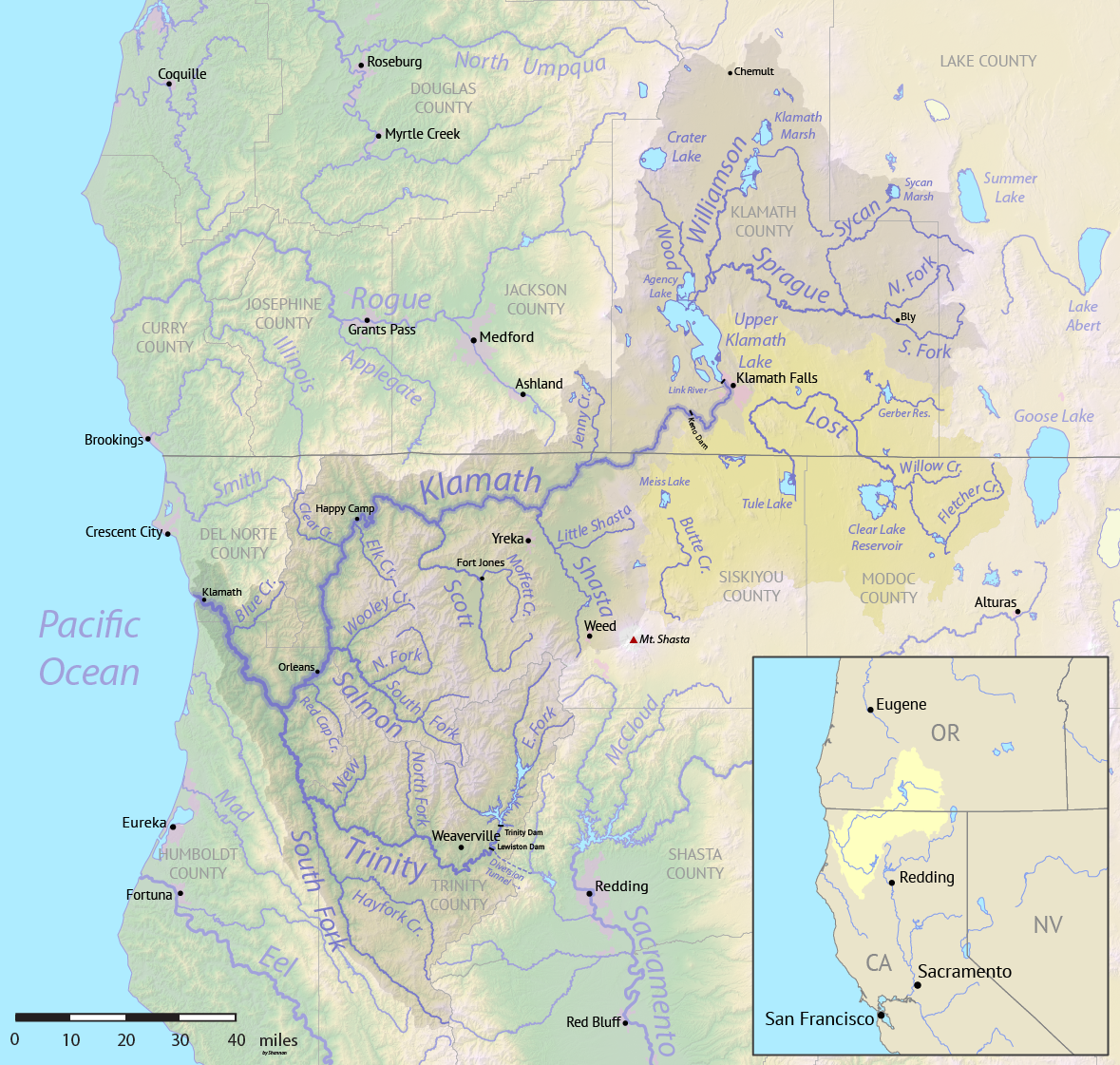
Carte du bassin versant du fleuve Klamath ; le Crater Lake est au nord.
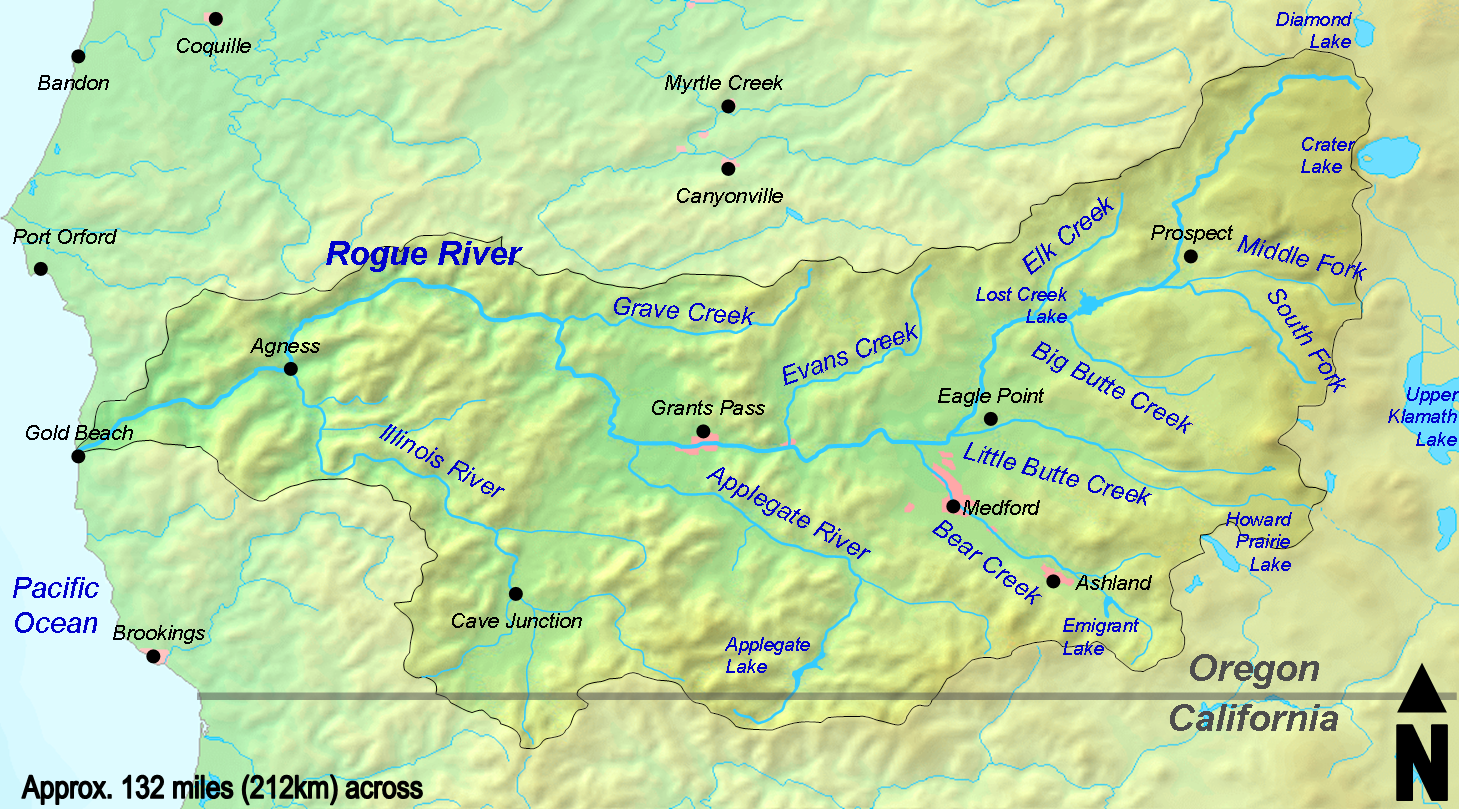
Carte du bassin versant du fleuve Rogue ; le Crater Lake est au nord-est.
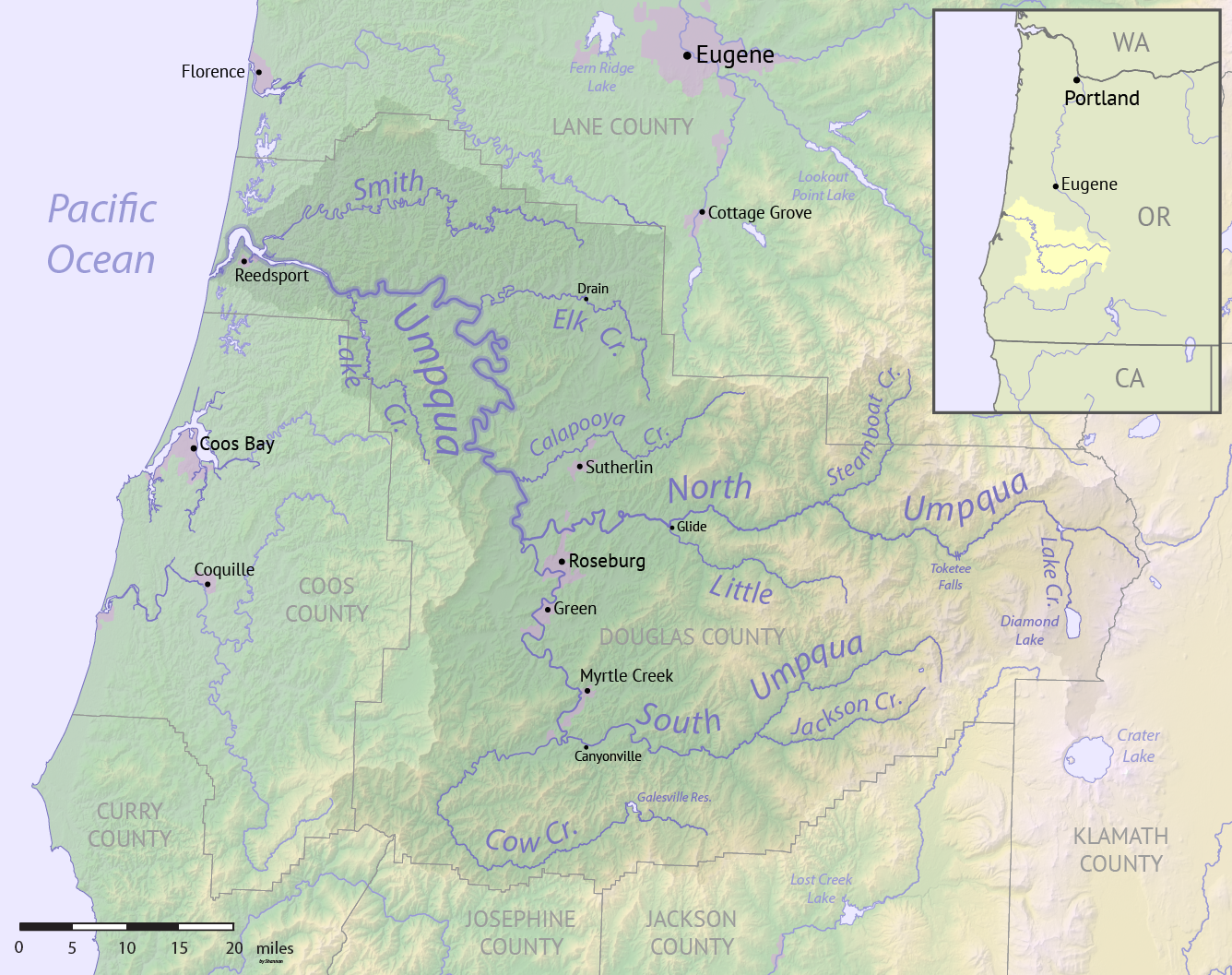
Carte du bassin versant du fleuve Umpqua ; le Crater Lake est au sud-est.

### Géologie

Carte géologique du mont Mazama et du Crater Lake.

L'arc volcanique des Cascades apparaît à l'aplomb d'une zone de subduction, Cascadia, formée à partir de 36 millions d'années AP par l'enfoncement d'un reliquat de la plaque Farallon, la plaque Juan de Fuca, sous la plaque nord-américaine. L'activité volcanique diminue, entre 17 et 12 millions d'années AP, au cours du Miocène. Toutefois, avec la séparation simultanée de la plaque Explorer et l'épaississement de la zone de subduction, l'angle du plan de Wadati-Benioff augmente. Les frictions deviennent plus intenses, le relief s'accroît et le volcanisme reprend entre 7 et 5 millions d'années AP, à la fin du Miocène et au début du Pliocène,.
Entre 700 000 et 600 000 ans AP, d'importantes coulées de laves rhyodacitiques sont émises dans la région, le long du graben de Klamath, une zone d'extension tectonique délimitée par des failles normales d'orientation nord–sud, à l'instar des failles d'Annie Spring, et de Red Cone Spring, sismiquement actives et s'écartant à une vitesse de 0,3 mm/an, sur la marge occidentale de la province géologique de Basin and Range. Le mont Mazama naît 420 000 à 400 000 ans AP à l'aplomb de la bordure entre l'arc volcanique des Cascades, surmontant les roches basaltiques et andésitiques associées à l'ouest et au sud-ouest, et le graben de Klamath avec ses dépôts rhyodacitiques du nord-est au sud. Cette situation particulière entraîne une contamination du magma issu principalement de la subduction par du magma d'origine mantellique ; ceux-ci varient ainsi de la tholéite à olivine riche en alumine à l'andésite basaltique riche en magnésium, et présentent une teneur en silice de 47,6 à 73,2 %. Cela se traduit par la présence de nombreux appareils volcaniques de petite taille dans cette région des Cascades. Près de 175 bouches éruptives de la période quaternaire s'étendent du cratère Timber au nord à Big Bunchgrass au sud sur 40 kilomètres de long et 25 à 30 kilomètres de large, présentant une forte densité de cônes volcaniques monogéniques et de volcans boucliers, dont 35 cônes satellites rien que sur les pentes du mont Mazama. Le complexe volcanique se forme par superposition d'une partie de ces édifices et présente une forme irrégulière. Le mont Scott (420 000 à 350 000 ans AP), à l'est, lui est antérieur et demeure le plus ancien vestige volcanique visible dans la zone. Après sa rapide formation, l'activité se déplace vers l'ouest. Elle contribue, par sa nature visqueuse, à élever le mont Mazama de plusieurs centaines de mètres,. Les coulées de lave hawaïennes successives, dont l'épaisseur varie chacune de 4,5 à 6 mètres en moyenne,, et les bombes volcaniques émises par les volcans boucliers voisins participent aussi à l'élévation du mont Mazama sur ses versants ouest, sud et est. Finalement, il atteint 3 300 à 3 700 mètres d'altitude, soit 1 600 mètres environ au-dessus de la surface actuelle du lac, en faisant alors probablement le volcan le plus élevé de l'Oregon ; il s'étend sur 400 km2.
Par la suite, les glaciers laissent de profondes traces d'érosion sur le volcan, hormis sur les versants ouest et nord où les coulées de lave plus récentes les ont recouvertes, et au niveau des reliefs volcaniques d'époque holocène. Les éjectas qui accompagnent l'explosion précédant la formation de la caldeira retombent sur l'ensemble des reliefs du volcan, à l'exception des pentes les plus raides. La caldeira du mont Mazama est la plus récente des volcans des Cascades, qui incluent le cratère Newberry et Medicine Lake. Initialement, elle mesurait seulement cinq kilomètres de diamètre. Les nombreux glissements de terrain lui ont donné une forme festonnée ; le plus important mis en évidence se trouve au niveau de la baie Chaski et présente des blocs de plusieurs centaines de mètres de longueur. Ses parois sont désormais le témoin géologique de l'histoire éruptive du volcan.
En stratigraphie, les cendres du Mazama forment un membre dont la distribution est un marqueur géologique dans l'Ouest des États-Unis et le Sud-Ouest du Canada. Il s'étend sur 900 000 km2, ce qui en fait le plus vaste de la fin du Quaternaire dans la région. Les dépôts sont de couleur orangée.
Le mont Mazama se compose à 43 % de rhyodacite, 42 % d'andésite, 15 % de dacite et moins de 1 % d'andésite basaltique. La totalité de la rhyodacite a été émise au cours des 30 000 ans AP, indiquant une discordance dans les distributions locales et régionales au cours du temps. L'andésite et la dacite contiennent essentiellement des plagioclases, mais aussi de l'hypersthène et de l'augite, ainsi que des traces d'olivine. De la hornblende est présente dans certaines andésites. L'andésite basaltique possède au contraire plus d'olivine et moins d'hypersthène.

### Climat

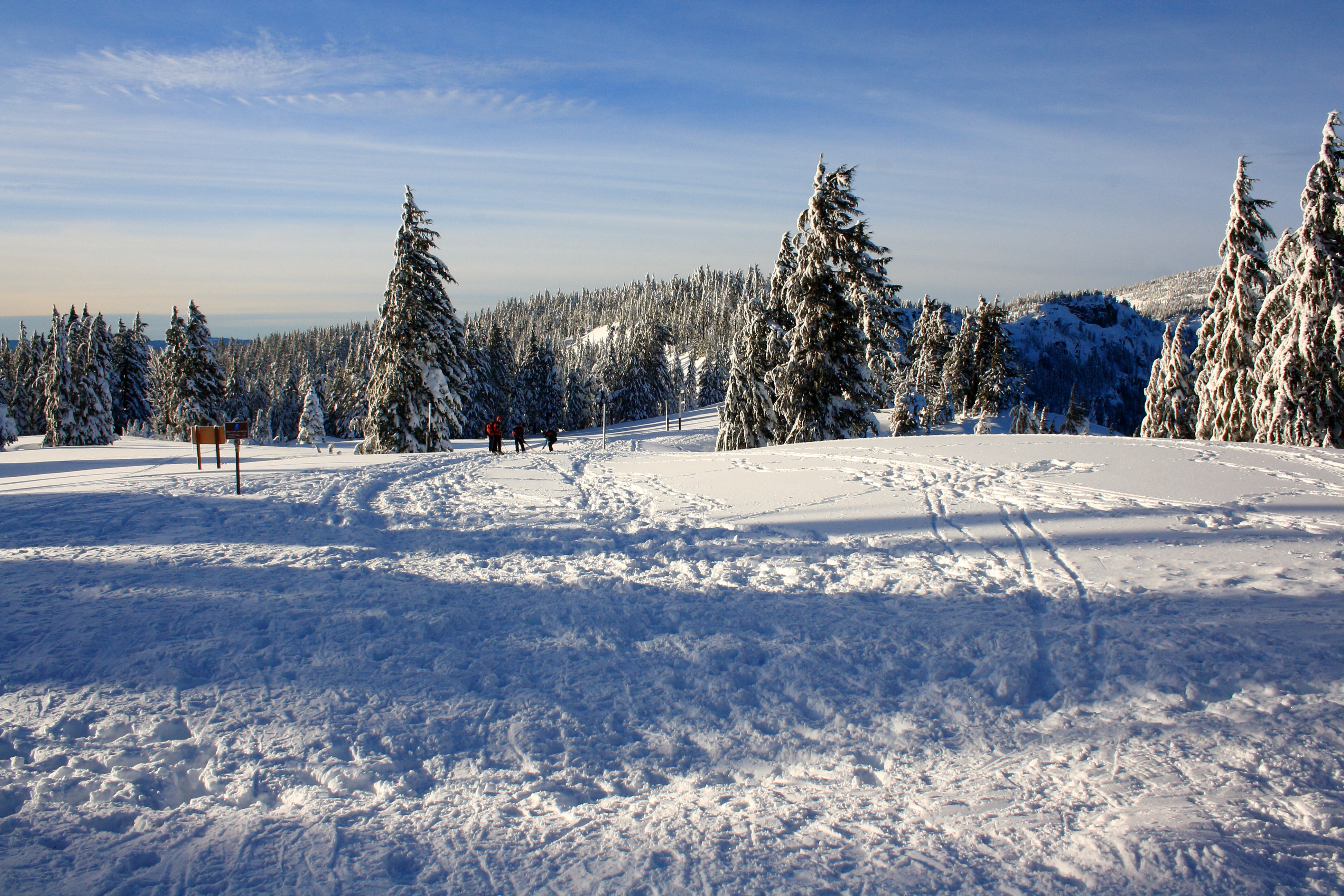
Vue des pentes du mont Mazama sous la neige.

Les précipitations sur le mont Mazama proviennent, comme dans toute la chaîne des Cascades, des masses d'air humide de l'océan Pacifique amenées par le biais des vents dominants d'ouest. Elles butent sur le relief montagneux et se déversent principalement sur le versant occidental par phénomène d'ombre pluviométrique. Ainsi, elles dépassent des hauteurs annuelles d'eau de 1 600 mm en moyenne, pouvant aller jusqu'à 2 500 mm comme ce fut le cas en 1950. Cela se traduit également par d'importantes quantités de neige, pouvant survenir même exceptionnellement en été. Ainsi, le record relevé au siège du National Park Service au Crater Lake est de 22,5 mètres de neige cumulée durant cette même année 1950, ce qui reste probablement inférieur au mont Hood en Oregon et en deçà des quelque 29 mètres reçus en une saison au mont Baker, dans les North Cascades, en 1998-1999. L'épaisseur du manteau neigeux culmine début avril à 3 mètres, avec des extremums situés entre 1 et 6 mètres. L'enneigement persiste au sol en général de début octobre à début juillet. Les étés sont frais et les hivers très humides. Quelques influences continentales se font sentir, accentuant les variations saisonnières. Le climat est qualifié de continental subarctique à étés secs et frais (Dsc) dans la classification de Köppen.
| Mois                                        | jan.       | fév.       | mars       | avril      | mai       | juin       | jui.      | août      | sep.       | oct.       | nov.       | déc.       | année      |
| ------------------------------------------- | ---------- | ---------- | ---------- | ---------- | --------- | ---------- | --------- | --------- | ---------- | ---------- | ---------- | ---------- | ---------- |
| Température minimale moyenne (°C)           | −7,9       | −7,6       | −7,2       | −5,4       | −2,1      | 1,1        | 4,8       | 4,8       | 2,4        | −0,9       | −4,8       | −7,2       | −2,5       |
| Température moyenne (°C)                    | −3,4       | −2,9       | −2,1       | 0,3        | 4,1       | 7,9        | 12,9      | 12,8      | 9,8        | 5          | −0,1       | −2,9       | 3,4        |
| Température maximale moyenne (°C)           | 1          | 1,8        | 2,9        | 6          | 10,3      | 14,8       | 20,9      | 20,9      | 17,2       | 11,1       | 4,5        | 1,4        | 9,4        |
| Record de froid (°C) date du record         | −29,4 1962 | −27,8 1933 | −21,7 1971 | −19,4 1922 | −15 1930  | −12,2 1954 | −7,8 1935 | −8,9 1925 | −11,7 1984 | −16,1 1919 | −21,7 1955 | −27,8 1924 | −29,4 1962 |
| Record de chaleur (°C) date du record       | 17,8 1920  | 18,9 1954  | 19,4 1921  | 21,7 1927  | 26,7 1931 | 37,8 1927  | 37,8 1922 | 34,4 1920 | 33,9 1922  | 27,2 1921  | 23,9 1931  | 19,4 1921  | 37,8 1922  |
| Précipitations (mm)                         | 259,1      | 201,4      | 196,6      | 126        | 81,8      | 58,7       | 19,1      | 24,1      | 52,8       | 125,5      | 235        | 283        | 1 663,4    |
| dont neige (cm)                             | 244,3      | 208,3      | 208,8      | 115,1      | 50        | 9,9        | 0,5       | 0,3       | 7,1        | 54,4       | 154,4      | 229,6      | 1 282,7    |
| Record de pluie en 24 h (mm) date du record | 112,5 1971 | 117,1 1951 | 92,7 1972  | 106,4 1937 | 47,8 1933 | 51,3 1947  | 43,9 1987 | 50,8 1983 | 67,1 1957  | 131,3 1950 | 107,7 1996 | 181,1 1964 | 181,1 1964 |

| Diagramme climatique                                  |              |              |          |              |             |             |             |             |               |            |            |
| J                                                     | F            | M            | A        | M            | J           | J           | A           | S           | O             | N          | D          |
| 1−7,9259,1                                            | 1,8−7,6201,4 | 2,9−7,2196,6 | 6−5,4126 | 10,3−2,181,8 | 14,81,158,7 | 20,94,819,1 | 20,94,824,1 | 17,22,452,8 | 11,1−0,9125,5 | 4,5−4,8235 | 1,4−7,2283 |
| Moyennes : • Temp. maxi et mini °C • Précipitation mm |              |              |          |              |             |             |             |             |               |            |            |

### Milieu naturel
Le mont Mazama fait partie de l'écorégion des étages alpin et subalpin des Cascades qui correspond aux plus hauts sommets volcaniques enneigés de la chaîne s'élevant au-delà de 2 000 mètres d'altitude, au-dessus des prairies d'altitude ; celle aussi des torrents, des cirques et des lacs glaciaires. Les glaciations du Pléistocène ont fortement remodelé le paysage et ont laissé des moraines et des vallées « en U ».

#### Flore

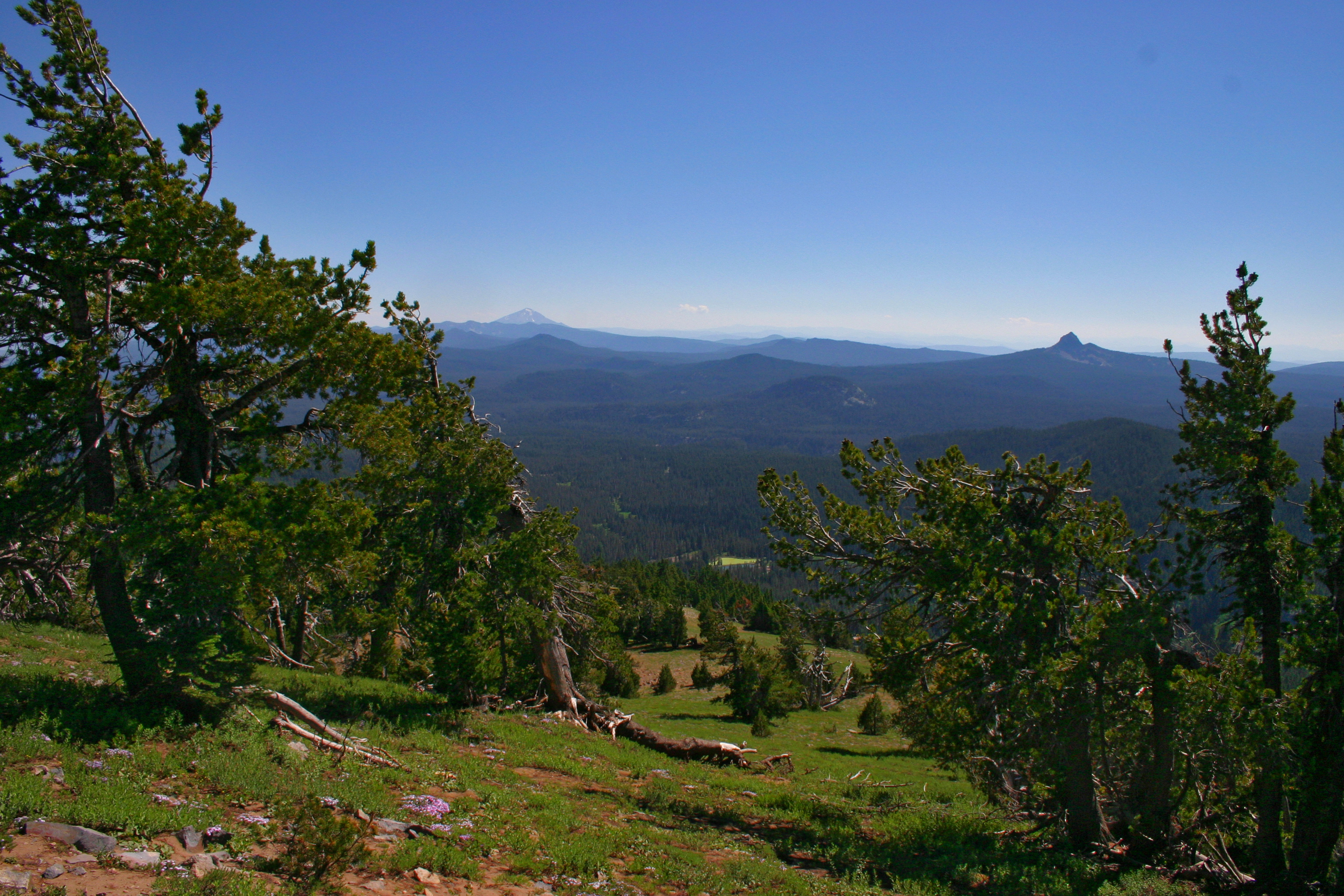
Vue en direction du sud depuis le sentier du pic Garfield, sur le rebord méridional de la caldeira, avec des groupements de Pins à écorce blanche.

La végétation est adaptée à ces conditions d'altitude, de froid et de neige. Des spécimens de Pruche subalpine (Tsuga mertensiana), de Sapin subalpin (Abies lasiocarpa), de Pin à écorce blanche (Pinus albicaulis) et de Pin tordu (Pinus contorta) parsèment les prairies subalpines composées de plantes herbacées et de buissons au niveau de la limite des arbres,,, située au-delà de 2 400 mètres d'altitude.
Le Pin argenté (Pinus monticola), le Pin à sucre (Pinus lambertiana), le Cèdre à encens (Calocedrus decurrens) et un hybride de Sapin rouge et de Sapin noble (Abies magnifica × procera) sont des espèces de la forêt mixte présente sur les pentes intermédiaires. Sur les piémonts méridional et oriental domine le Pin ponderosa (Pinus ponderosa),. Le Sapin du Colorado (Abies concolor) et le Peuplier de l'Ouest (Populus trichocarpa), un des rares arbres caducs du parc, accompagnent souvent ces derniers. La Pruche de l'Ouest (Tsuga heterophylla) et l'Épinette d'Engelmann (Picea engelmannii) se trouvent sur le piémont occidental.
Les lupins, les lys, les asters, les phlox, les digitales et les rhododendrons représentent l'essentiel des plantes à fleurs.

#### Faune

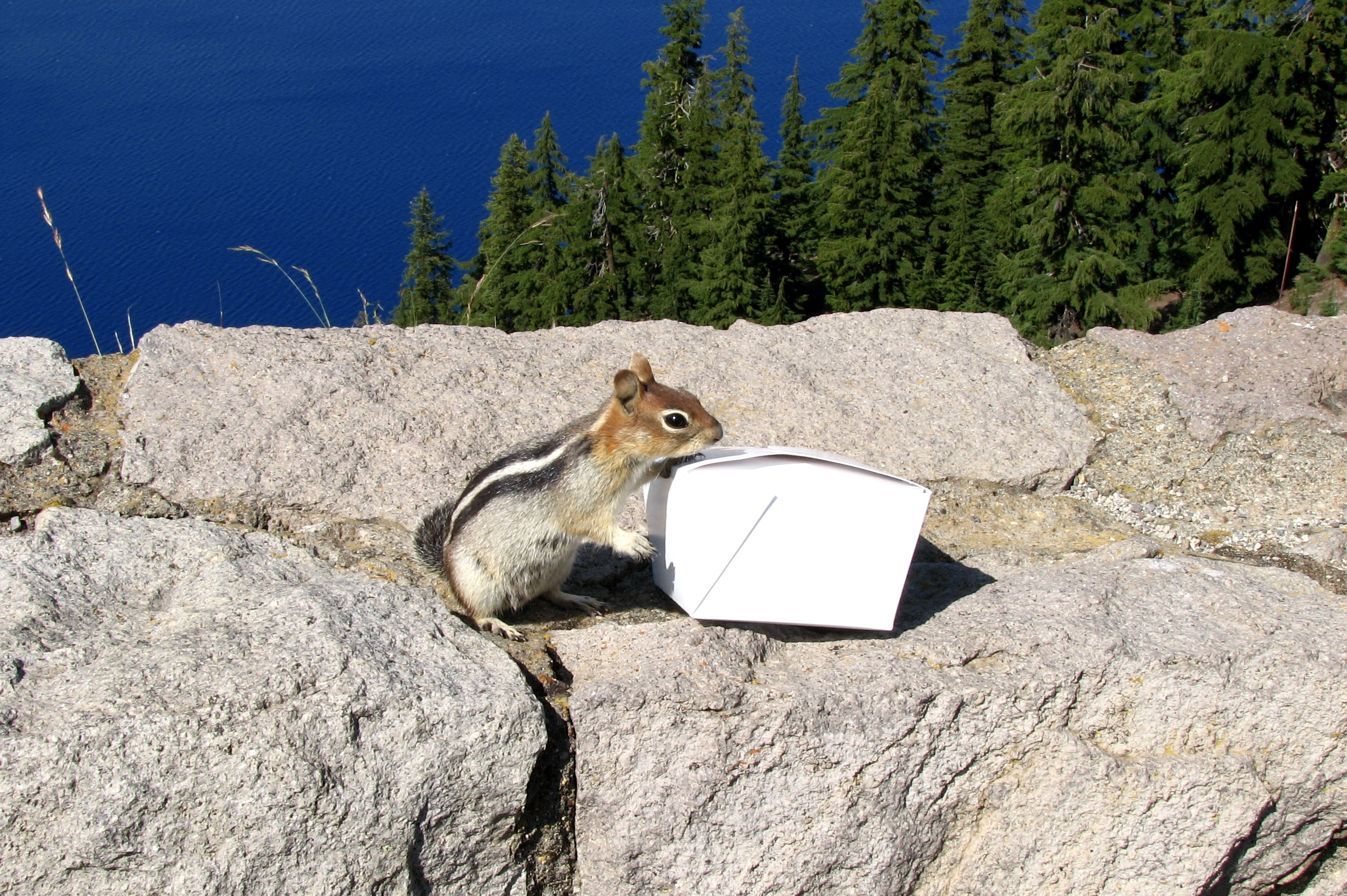
Spécimen de Spermophile à manteau doré sur le rebord de la caldeira.

Parmi les mammifères carnivores présents au mont Mazama figurent le Coyote (Canis latrans), le Renard roux (Vulpes vulpes), le Renard gris (Urocyon cinereoargenteus), l'Ours noir (Ursus americanus), le Raton laveur (Procyon lotor), la Martre d'Amérique (Martes americana), la Martre pêcheuse (Martes pennanti), l'Hermine (Mustela erminea), la Belette à longue queue (Mustela frenata), le Vison d'Amérique (Neovison vison), le Glouton (Gulo gulo), le Blaireau d'Amérique (Taxidea taxus), la Moufette tachetée occidentale (Spilogale gracilis), la Mouffette rayée (Mephitis mephitis), la Loutre de rivière (Lontra canadensis), le Puma (Puma concolor) et le Lynx roux (Lynx rufus). Le Wapiti de Roosevelt (Cervus canadensis roosevelti), le Cerf à queue noire (Odocoileus hemionus columbianus), le Cerf mulet des montagnes Rocheuses (Odocoileus hemionus hemionus) et, plus rarement, l'Antilope d'Amérique (Antilocapra americana) sont des cervidés que l'on peut rencontrer également à la belle saison. L'Opossum de Virginie (Didelphis virginiana) est peu fréquent. La Musaraigne de Bendire (Sorex bendirii), la Musaraigne du Pacifique (Sorex pacificus), la Musaraigne palustre (Sorex palustris), la Musaraigne de Sonoma (Sorex sonomae), la Musaraigne de Trowbridge (Sorex trowbridgii), la Musaraigne errante (Sorex vagrans), la Taupe naine (Neurotrichus gibbsii) et la Taupe à larges pieds (Scapanus latimanus) représentent les insectivores. Le Lièvre d'Amérique (Lepus americanus), le Lièvre de Townsend (Lepus townsendii) et le Pika d'Amérique (Ochotona princeps) sont les espèces de lagomorphes recensées dans le parc, bien que cette dernière soit menacée par le réchauffement climatique en raison de sa fourrure, au point que plusieurs communautés ont déjà disparu au sud-est de la montagne. Leurs proches cousins rongeurs les plus fréquents sont le Castor de montagne (Aplodontia rufa), la Marmotte à ventre jaune (Marmota flaviventris), le Tamia amène (Tamias amoenus), le Tamia de Siskiyou (Tamias siskiyou), le Tamia de Townsend (Tamias townsendii), le Spermophile de Californie (Otospermophilus beecheyi), le Spermophile de Belding (Urocitellus beldingi), Spermophile à manteau doré (Callospermophilus lateralis), l'Écureuil de Douglas (Tamiasciurus douglasii), le Grand polatouche (Glaucomys sabrinus), le Gaufre de Botta (Thomomys bottae), le Gaufre de Mazama (Thomomys mazama), la Souris sylvestre (Peromyscus maniculatus), le Rat à queue touffue (Neotoma cinerea), le Néotoma à pattes sombres (Neotoma fuscipes), le Campagnol à dos roux de Californie (Myodes californicus), le Campagnol des bruyères (Phenacomys intermedius), le Campagnol roux d'Oregon (Arborimus longicaudus), le Campagnol à longue queue (Microtus longicaudus), le Campagnol des montagnes (Microtus montanus), le Campagnol de l'Oregon (Microtus oregoni), le Campagnol de Richardson (Microtus richardsoni), le Campagnol de Townsend (Microtus townsendii), le Zapode de l'Ouest (Zapus princeps), Zapode du Pacifique (Zapus trinotatus) et le Porc-épic d'Amérique (Erethizon dorsata). Enfin, les chiroptères présents sont la Petite chauve-souris brune (Myotis lucifugus), la Chauve-souris cendrée (Lasiurus cinereus), la Sérotine brune (Eptesicus fuscus) et, plus rarement, le Vespertilion de Californie (Myotis californicus), la Chauve-souris argentée (Lasionycteris noctivagans), la Chauve-souris de Yuma (Myotis yumanensis), le Vespertilion à longues oreilles (Myotis evotis), la Chauve-souris à longues pattes (Myotis volans) et la Chauve-souris blonde (Antrozous pallidus).
Une grande variété de familles d'oiseaux est présente autour du mont Mazama. Le Pic chevelu (Leuconotopicus villosus), le Grand-duc d'Amérique (Bubo virginianus), le Tétras fuligineux (Dendragapus fuliginosus), le Grand Corbeau (Corvus corax), le Junco ardoisé (Junco hyemalis), la Mésange de Gambel (Poecile gambeli), la Sittelle à poitrine rousse (Sitta canadensis), le Grimpereau brun (Certhia americana), le Cassenoix d'Amérique (Nucifraga columbiana) et le Mésangeai du Canada (Perisoreus canadensis) sont visibles tout au long de l'année. La Crécerelle d'Amérique (Falco sparverius), le Pic flamboyant (Colaptes auratus), le Roitelet à couronne dorée (Regulus satrapa), la Moucherolle des ravins (Empidonax occidentalis), le Geai de Steller (Cyanocitta stelleri), le Piranga à tête rouge (Piranga ludoviciana), la Grive à dos olive (Catharus ustulatus), la Grive solitaire (Catharus guttatus), le Merle d'Amérique (Turdus migratorius) et le Colibri roux (Selasphorus rufus) fréquentent la zone en été. Le Merlebleu azuré (Sialia currucoides) et le Merlebleu de l'Ouest (Sialia mexicana) y demeurent jusqu'à l'automne. La Moucherolle à côtés olive (Contopus cooperi) et le Bruant familier (Spizella passerina) sont présents au printemps et en été. La Paruline à croupion jaune (Setophaga coronata), le Tarin des pins (Spinus pinus) et le Roselin de Cassin (Haemorhous cassinii) ne s'absentent qu'en hiver.
L'Omble à tête plate (Salvelinus confluentus) est une espèce locale largement répandue dans les cours d'eau sur les pentes du mont Mazama, notamment le Sun Creek et l'Annie Creek, jusqu'au début du XXe siècle. L'introduction d'autres espèces, en particulier l'Omble de fontaine (Salvelinus fontinalis), a mené à son déclin jusqu'à la fin des années 1980 dans le Sun Creek, voire à sa disparition dans l'Annie Creek. Le parc mène à partir de 1992 un programme de préservation de l'Omble à tête plate, déclarée espèce menacée en 1999, avec des dispositifs de suppression des espèces invasives et des barrières de protection. Localement, la population a décuplé par rapport aux effectifs les plus bas, si bien que les dispositifs ont été étendus.
Le Dendroctone du pin ponderosa (Dendroctonus ponderosae) est une espèce de scolyte ravageur s'attaquant autrefois aux Pins tordus et ponderosa, à basse altitude, et désormais aux Pins à écorce blanche présents autour de la caldeira, avec pour conséquence la moitié des spécimens d'arbres fatalement infectés, en raison du réchauffement climatique et de la résistance hivernale de l'insecte à plus haute altitude.

## Histoire

### Histoire éruptive

#### Activité primitive
Après l'émission de grandes quantités de lave dans la région, l'édifice du mont Mazama commence sa formation vers 420 000 à 400 000 ans AP. Le stratovolcan se met en place rapidement, d'abord autour du cône Phantom (400 000 ans AP), puis l'activité volcanique migre progressivement vers l'ouest, le long de l'actuel rebord sud de la caldeira, d'abord autour de Kerr Notch (340 000 à 300 000 ans AP), puis au niveau des cônes des pics Applegate et Garfield (270 000 à 210 000 ans AP). Vers 215 000 ans AP, un cône satellite sur le versant sud-ouest émet une coulée de lave longue d'au moins dix kilomètres vers l'ouest. Par la suite, le volcan reste inactif pendant 40 000 ans. L'activité reprend au nord-ouest, au niveau de Llao Rock, de 170 000 à 120 000 ans AP. Après une nouvelle période d'inactivité de 100 000 à 75 000 ans AP, d'importantes coulées de lave se produisent au niveau du pic Hillman,.
La plupart de ces phases éruptives sont jusque-là plutôt effusives. Toutefois, 70 000 ans AP, en raison d'un enrichissement de la lave en silice, des éruptions explosives surviennent, entraînant d'épais dépôts pyroclastiques, comme à Pumice Castle, une formation orangée dans le mur oriental de la caldeira formée par la fusion partielle de ponces vitreuses, ou sur le versant septentrional de Cloudcap et l'arête orientale de Llao Rock, qui présentent des formations comparables. Vers 50 000 ans AP, une bouche éruptive émet la coulée de Watchman, qui comble une gorge sur le versant occidental. Jusqu'à 35 000 ans AP, d'autres coulées se produisent au sud-ouest et au nord, tandis que des dômes de lave se mettent en place au sud, dont l'effondrement provoque des nuées ardentes. La lave achève sa migration vers une nature felsique exclusivement rhyodacitique. De 30 000 à 25 000 ans AP, des ponces et des laves sont émises à Grouse Hill, Steel Bay et Redcloud Cliff, où la coulée entre en contact avec le glacier, produisant un relief inversé de forme triangulaire composé en partie de colonnes vitrifiées. Des dômes de lave se forment sur le versant nord-est. Vers 8 000 ans AP, 1 km3 de lave rhyodacitique est produit à Llao Rock, précédé par des explosions avec émission de ponces et de cendres qui se répandent dans une partie de l'État de Washington, de l'Oregon et du Nevada ; un vaste cratère se forme, comblé par des éruptions postérieures. La coulée de Cleetwood, sur le versant septentrional à l'est de Llao Rock, survient quelques semaines seulement avant l'éruption cataclysmique, si bien que lors de la formation de la caldeira, la lave encore chaude s'épanche dans le sens inverse vers la dépression au centre du volcan. Le magma est probablement issu de la même chambre que l'événement qui s'ensuit.

#### Éruption cataclysmique

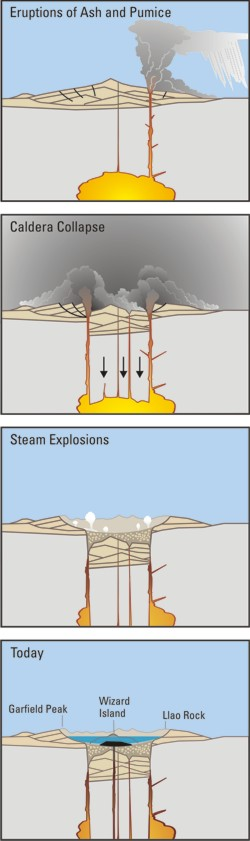
Schémas des différentes étapes de l'éruption vers 7700 ans AP.

Cette gigantesque éruption est datée de 6 845 ± 50 ans AP au carbone 14 et de 7 700 ans par dendrochronologie ; d'autres estimations donnent 6 730 ± 40 ans, 7 470 à 7 620 ans ou 7 627 ± 150 ans AP. Elle survient probablement durant l'automne, comme le laisse penser l'étude des pollens. Ses retombées se poursuivent pendant environ trois ans, bien que l'essentiel de l'éruption se concentre sur quelques jours. Elle se déroule en deux phases,.
Tout d'abord, peu après la coulée de Cleetwood, un cratère un peu plus haut en altitude sur le versant septentrional produit un panache volcanique de 48 kilomètres de haut atteignant la stratosphère. La cendre retombe sur huit États américains et trois provinces canadiennes autour du Nord-Ouest Pacifique. Les dépôts de ponces atteignent six mètres d'épaisseur à la base du mont Mazama et encore trente centimètres à cent kilomètres au nord-est. Le panache dévaste tout sur des centaines de kilomètres au nord et au nord-est, néanmoins vers l'ouest et le sud-ouest les retombées sont relativement limitées.
Toutefois, dans un second temps, le panache s'effondre sur lui-même, peut-être sous son propre poids ou par fracturation du cratère. La chute soudaine d'une telle quantité de ponces incandescentes provoque des nuées ardentes qui dévalent le versant septentrional, le parcourant d'ouest en est de Llao Rock à Redcloud Cliff. Les contraintes verticales extrêmes subies par le volcan commencent à enfoncer le sommet. La chambre magmatique finit par s'affaisser partiellement et des fractures concentriques sillonnent le sommet, ponctuées de cônes secondaires. Les ponces éjectées provoquent de nouvelles nuées ardentes sur l'ensemble des versants, qui franchissent les remparts et les reliefs préexistants puis s'étendent sur des dizaines de kilomètres. Elles soulèvent les dépôts anciens et les déposent plus loin dans les vallées environnantes. Certaines nuées parcourent plus de 65 kilomètres, détruisant les forêts sur leur chemin et obstruant les vallées au nord et à l'ouest du mont Mazama, avec des couches de ponces pouvant atteindre pratiquement dix mètres d'épaisseur et un diamètre moyen des éjectas d'une cinquantaine de centimètres, bien que certains blocs puissent atteindre près de deux mètres de diamètre et être projetés à plus de trente kilomètres. Au sud, dans les gorges de l'Annie Creek et du Sun Creek, les dépôts ayant pu atteindre 75 mètres d'épaisseur ne sont pour certains toujours pas complètement érodés. Au sud-est, emportés par le Sand Creek, ils se retrouvent dans les marais de Klamath et la rivière Williamson, voire dans le lac Klamath supérieur.
L'éruption se poursuit avec l'émission de magma plus profond et plus dense, à savoir de l'andésite et de l'andésite basaltique. Les ultimes nuées ardentes projettent des scories grises qui recouvrent les précédents dépôts rhyodacitiques orangés, forment notamment le Pumice Desert, un plateau désolé sur le versant septentrional du mont Mazama, et comblent partiellement la vallée du Pumice Creek et les marais de Klamath, sur des épaisseurs pouvant atteindre 75 à 90 mètres. Des fumerolles témoignent encore de l'emplacement de ces nuées ardentes dans les gorges de l'Annie Creek et du Sand Creek.
Après l'éruption, une dépression de 1 200 mètres de profondeur occupe le cœur de la montagne. Le volume de magma éjecté équivaut plus ou moins au volume effondré, soit 50 à 60 km3 d'après des estimations scientifiques. Les aérosols rejetés dans l'atmosphère contribuent à diminuer la température dans l'hémisphère nord de 0,6 à 0,7 °C pendant un à trois ans, soit au moins autant que l'éruption du Tambora en 1815. En particulier, 90 à 220 mégatonnes d'acide sulfurique sont projetés dans la stratosphère. Ces aérosols se répandent jusqu'au Groenland et les retombées durent au moins six ans. L'indice d'explosivité volcanique est estimé à 7. C'est la plus importante des Cascades au cours du dernier million d'années et une des plus importantes de l'Holocène à l'échelle terrestre.

### Activité récente
Depuis l'éruption vers 7 700 ans AP, l'intégralité de l'activité éruptive s'est déroulée au sein de la caldeira. Alors que cette dernière se remplit d'eau et des débris des glissements de terrain, de nouveaux cônes et coulées de lave se forment. Ainsi, durant les 500 ans qui suivent, la plate-forme centrale, le cône Merriam, l'île Wizard et autres coulées de lave apparaissent, représentant 4 km3 d'andésite. La moitié de ce volume est constituée par l'île Wizard, dans la partie occidentale du lac, qui s'élève au fur et à mesure que le niveau du lac monte ; ses laves interagissent avec l'eau et produisent des brèches volcaniques. Seuls 2 % de l'édifice émergent de la surface actuelle du lac, sa base présentant une forme ovale de grandes dimensions et d'une hauteur de 370 mètres environ au-dessus du plancher de la caldeira. Les laves de la plate-forme centrale, située approximativement au centre du lac, ont été plus effusives et se sont répandues vers le nord et l'est de la bouche éruptive. Le cône Merriam est relativement arrondi et dépourvu de cratère sommital, sa formation ayant été intégralement sous-marine et contemporaine de l'île Wizard ; il a une hauteur de 400 mètres.
La dernière éruption du mont Mazama s'est déroulée 4 800 ans AP, sur la base orientale immergée de l'île Wizard,. Elle produit un dôme de lave rhyodacitique. Au cours de son histoire, le mont Mazama a émis près de 180 km3 de lave, ce qui en fait le troisième ou le quatrième volcan d'âge quaternaire le plus productif dans la chaîne.

### Histoire humaine
La région du mont Mazama est habitée par des Amérindiens depuis au moins 10 000 ans. Lorsque le volcan se réveille, il y a 8 000 ans, après une période de sommeil de 20 000 ans, ils occupent une partie de ses pentes en y établissant des campements provisoires, mais probablement pas d'habitat permanent. Des sandales à base d'armoise ont été découvertes à l'est de la montagne. Les populations font face, en plus des risques liés au volcanisme, à un climat de plus en plus sec. Parmi les peuples au sud du mont Mazama, des histoires à propos de l'éruption volcanique sont transmises au fil de nombreuses générations. En raison du caractère sacré du lac au sein des populations autochtones d'Oregon et de Californie du Nord, ils ne rapportent toutefois pas ces événements, ni l'existence du Crater Lake, aux colons, qui sillonnent la région pendant une cinquantaine d'années sans soupçonner son existence. Les chamans interdisent alors notamment de regarder en direction des eaux, toute transgression pouvant mener à la mort ; un tabou perdure chez certains Klamaths.
Les colons découvrent finalement le mont Mazama pour la première fois au printemps 1853, ce qui en fait le dernier relief volcanique majeur identifié de la chaîne des Cascades. Onze mineurs en provenance d'Yreka, en Californie, s'arrêtent à un magasin de Jacksonville possédé par Isaac Skeeters et prétendent connaître l'existence d'une mine d'or du nom de Lost Cabin (la « cabine perdue »). Financé par un jeune et prospère chercheur d'or, John Wesley Hillman, Skeeters réunit une équipe de dix autres Orégonais afin de trouver la mine. Le 12 juin, ils atteignent le Crater Lake ; Hillman note qu'il renferme les eaux les plus bleues qu'il a jamais vues et Skeeters suggère de le nommer Deep Blue Lake (le « lac bleu profond »). Bien qu'ils ne trouvent pas d'or, à court de provisions, ils rentrent à Jacksonville avec la nouvelle de leur découverte, mais celle-ci est toutefois rapidement oubliée en raison de l'absence du précieux métal et de l'isolement de la région. En 1862, un groupe de prospecteurs mené par Chauncey Nye atteint le Crater Lake. Nye écrit un article pour l'Oregon Sentinel, un journal de Jacksonville, constituant la première publication sur le lac.

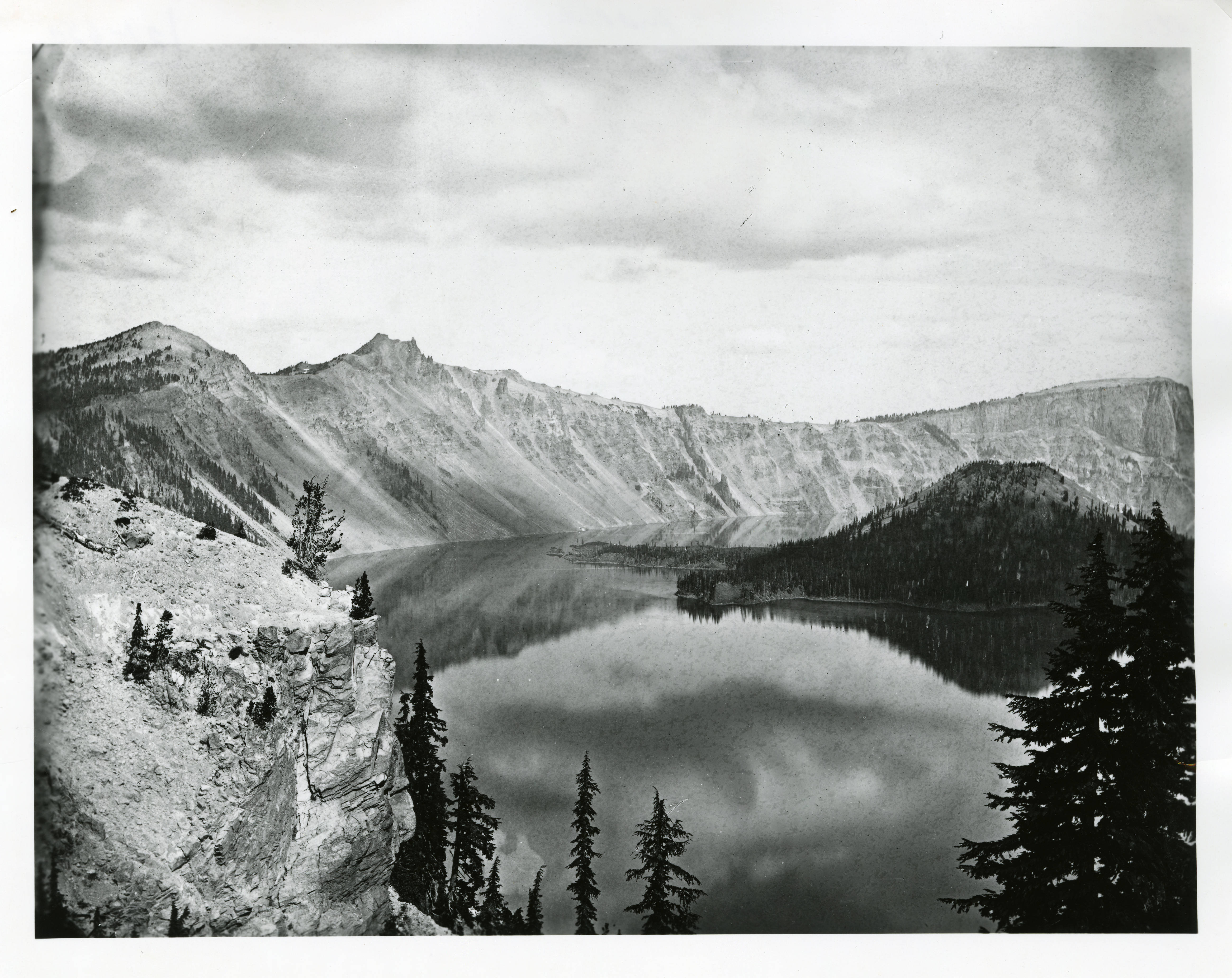
Vue depuis le rebord sud-ouest de la caldeira, avec l'île Wizard à droite, en 1874.

Fort Klamath est établi en 1863 et une piste pour diligences est tracée depuis la vallée du fleuve Rogue vers le fort. Le 1er août 1865, deux chasseurs assurant la sécurité de la piste découvrent à leur tour le lac et rapportent leurs observations. Un groupe de soldats et de civils se rendent sur place ; le sergent Orsen Stearns, suivi peu de temps après par le capitaine F. B. Sprague, descend dans la caldeira jusqu'aux rives du lac. Un chef klamath nommé Lalek devance les découvertes scientifiques décrivant la destruction du mont Mazama, affirmant que son effondrement est le résultat d'une éruption particulièrement violente, et confie en 1865 l'explication à un jeune soldat, William M. Colvig. Le mécanisme de formation des caldeiras est alors inconnu des géologues, pendant encore une soixantaine d'années, mais cette hypothèse est consignée par Colvig puis publiée par Ella Clark dans Indian Legends of the Pacific Northwest en 1953.

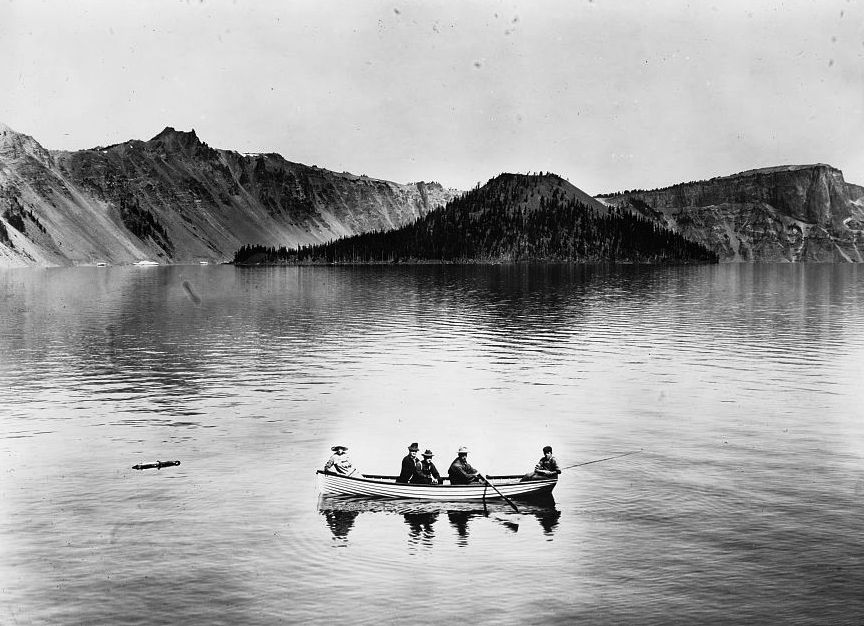
Photographie d'une barque sur le Crater Lake, avec l'île Wizard au second plan, en 1912.

Les efforts de William Gladstone Steel pour préserver le mont Mazama, notamment l'aide qu'il fournit dès 1886 à Clarence Edward Dutton de l'Institut d'études géologiques des États-Unis pour cartographier le lac, sont progressivement récompensés, d'abord avec la création de la réserve forestière de la chaîne des Cascades en 1893, puis avec la désignation du parc national de Crater Lake le 22 mai 1902. La même année, le géologue Joseph S. Diller, avec Horace B. Patton, publie un rapport détaillé dans lequel il affirme que le mont Mazama s'est effondré sur lui-même, plutôt qu'avoir explosé. Ces travaux sont repris par Howel Williams, de l'Université de Californie à Berkeley, qui fait part de ses découvertes en 1942. Il établit notamment une carte des coulées de lave dacitiques et andésitiques du volcan. Il est également le premier à fournir une estimation raisonnable de l'altitude antérieure à la formation de la caldeira à 3 700 mètres, par comparaison avec le mont Shasta et le mont Rainier, alors qu'auparavant les estimations donnaient 4 500 à 5 000 mètres. L'étude est complétée dans les années 1980 par Charles R. Bacon et ses collègues de l'Institut d'études géologiques des États-Unis, fournissant des détails plus complets sur la formation de la caldeira.

## Activités

### Tourisme

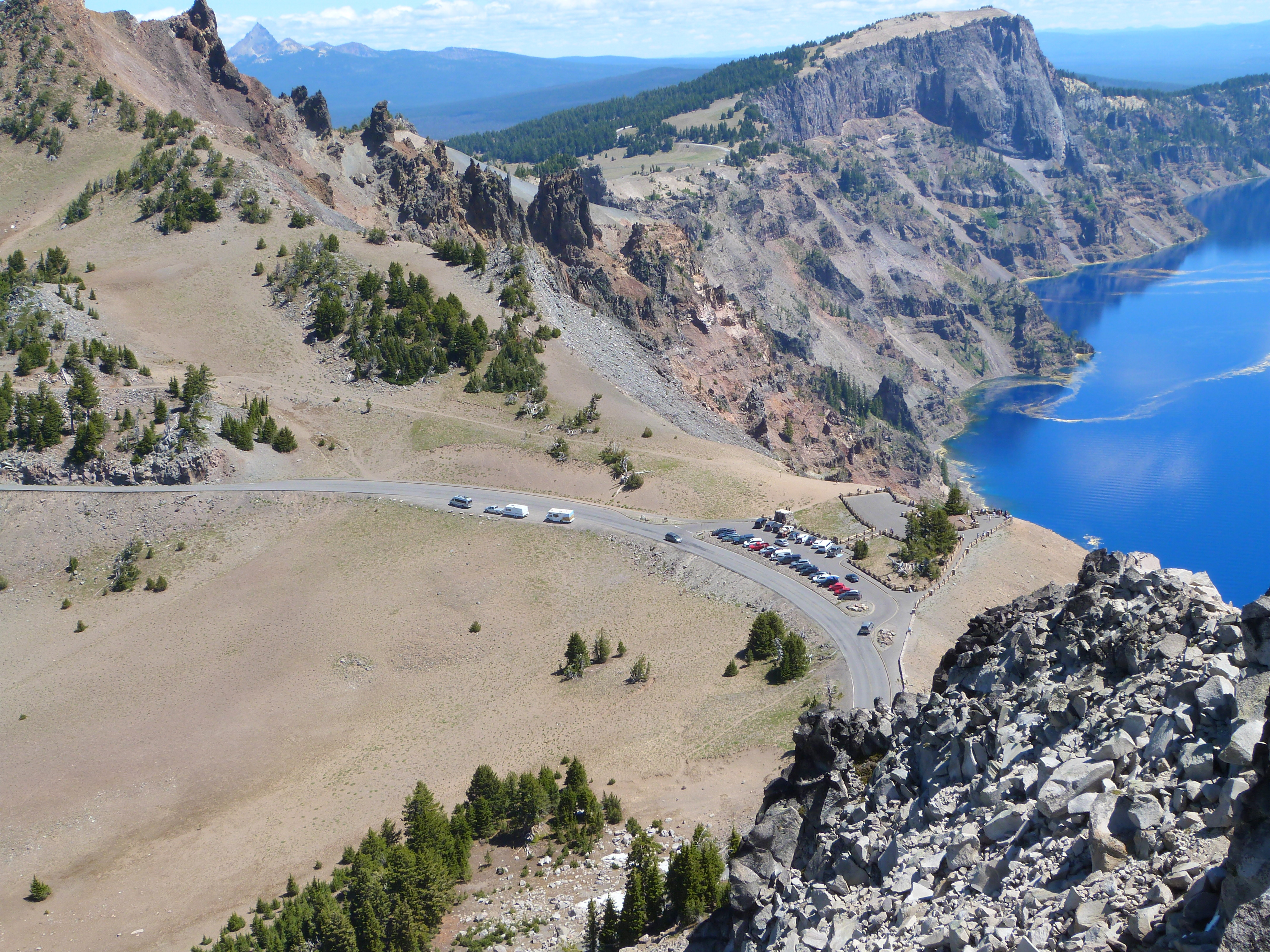
Vue vers le nord-est depuis The Watchman sur une portion de Rim Drive, avec les pentes du pic Hillman à gauche, masquant en partie le mont Thielsen, et Llao Rock à droite.

Le mont Mazama est accessible par l'U.S. Route 97 depuis l'est, par la Highway 62 depuis le sud-ouest ou par la Highway 138 depuis le nord-ouest. Le tour complet de la caldeira peut être effectué en 53 kilomètres par la Rim Drive, la seule route autorisée aux véhicules de tourisme dans le parc national de Crater Lake.

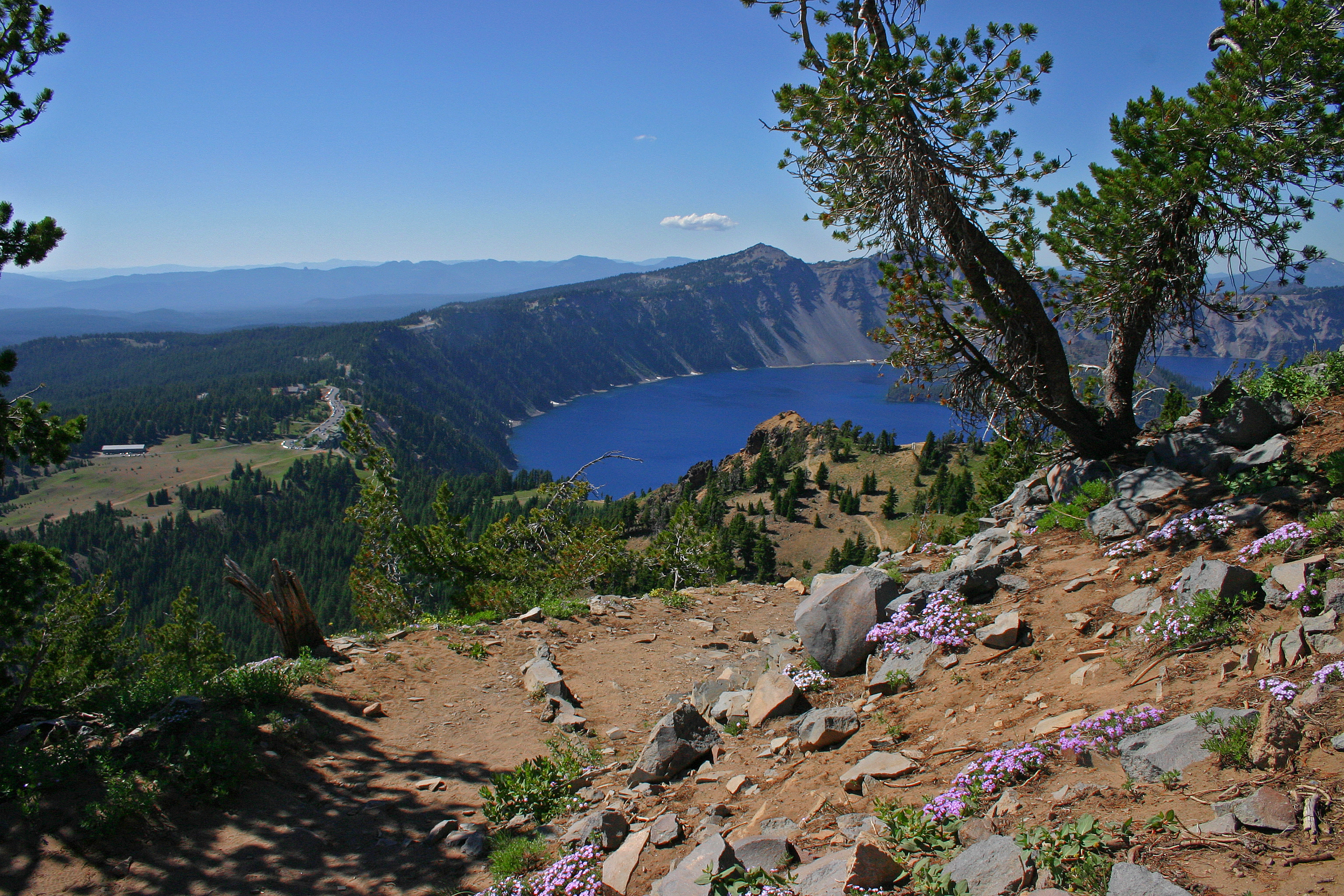
Vue de Rim Village (à gauche) vers le nord-ouest depuis le Garfield Peak Trail.

Le versant occidental du mont Mazama est parcouru par le Pacific Crest Trail, un sentier de grande randonnée s'étendant sur 4 240 kilomètres, dont une variante emprunte le rebord occidental de la caldeira. Le Garfield Peak Trail démarre du Crater Lake Lodge, près de Rim Village, et permet d'accéder en 2,7 kilomètres vers l'est au pic Garfield, qui offre une vue plongeante sur le Crater Lake d'un côté et vers le mont Shasta à l'opposé,, à 165 kilomètres au sud. Toujours depuis Rim Village, mais en longeant le bord de la caldeira vers le nord-ouest, le Discovery Point Trail s'étend sur 3,2 kilomètres. Le Dutton Creek Trail relie le Pacific Crest Trail à Rim Village sur le versant sud-ouest en 3,5 kilomètres, alors que le Lightning Spring Trail, sur le versant ouest, le relie au bord de la caldeira entre Discovery Point et The Watchman en 400 mètres de dénivelé répartis sur 6,8 kilomètres. Ce dernier est accessible après seulement 1,3 kilomètre de randonnée. Le Cleetwood Cove Trail est le seul sentier descendant au bord du lac, sur sa rive septentrionale, vers l'unique embarcadère ; il est long de 1,7 kilomètre mais particulièrement raide avec un dénivelé de 190 mètres à gravir au retour,. En été, le bateau permet, outre des excursions sur le lac, de se rendre sur l'île Wizard, où un autre sentier de 1,8 kilomètre et 230 mètres de dénivelé conduit au cratère et en fait le tour,.

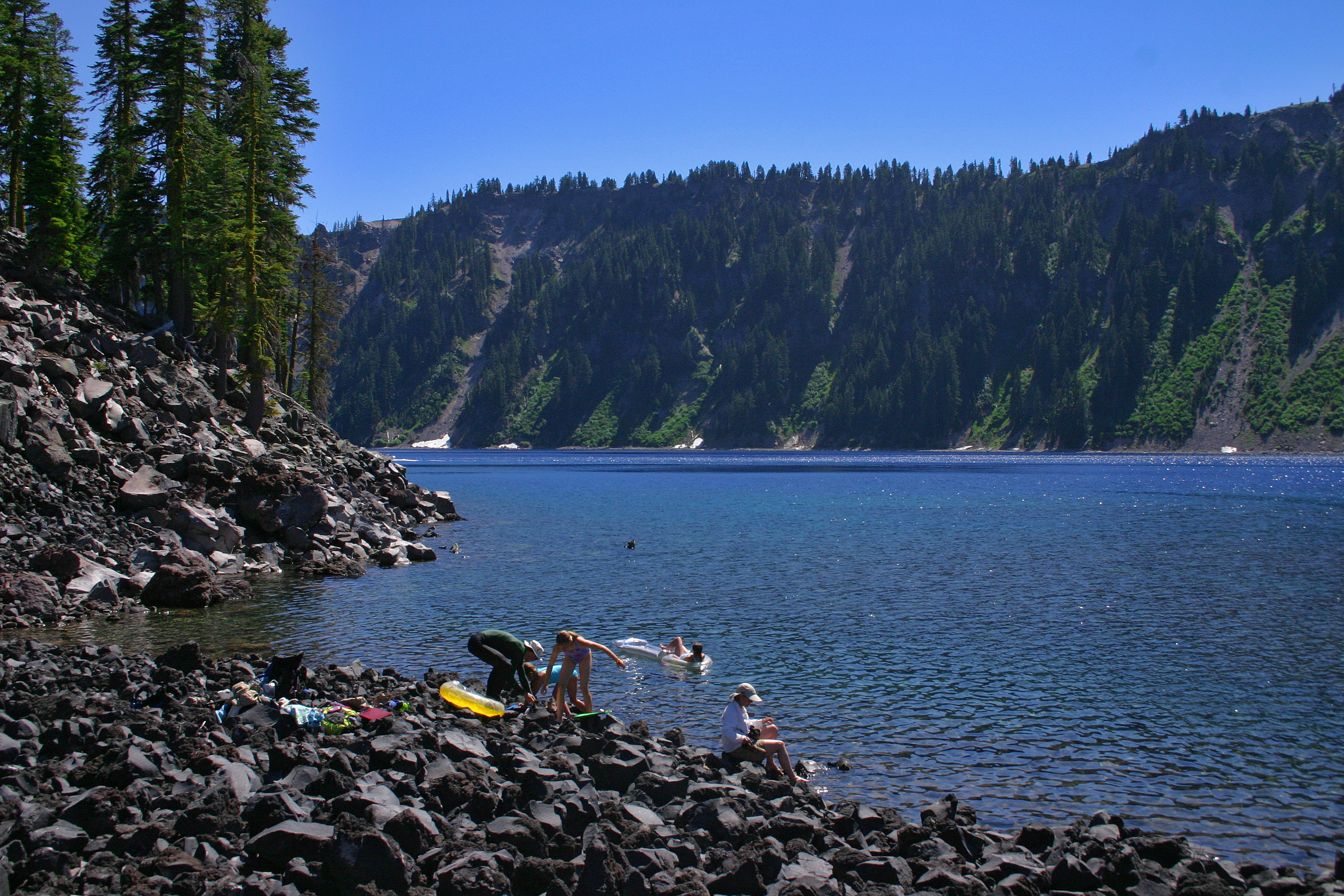
Vue de baigneurs à Fumerole Bay, sur le rivage occidental de l'île Wizard.

Les autorités du parc national autorisent aussi la pratique du cyclisme sur la Rim Drive,, du camping de la fin du printemps au début de l'automne,, de la pêche de mi-mai à fin octobre, et de la natation ; l'hiver il est possible de se déplacer en raquettes avec un guide ou en ski de randonnée nordique. Environ 500 000 visiteurs se rendent dans le parc chaque année.

### Protection environnementale
Le mont Mazama est protégé depuis 1902 au sein du parc national de Crater Lake qui s'étend sur 741,5 km2. C'est le seul parc national de l'Oregon et le cinquième plus ancien des États-Unis. Il est géré par le National Park Service. Les infrastructures du parc sont basées en contrebas de Rim Village, en amont de Munson Valley, sous le rebord méridional de la caldeira. La collecte minéralogique est prohibée, sauf autorisation.

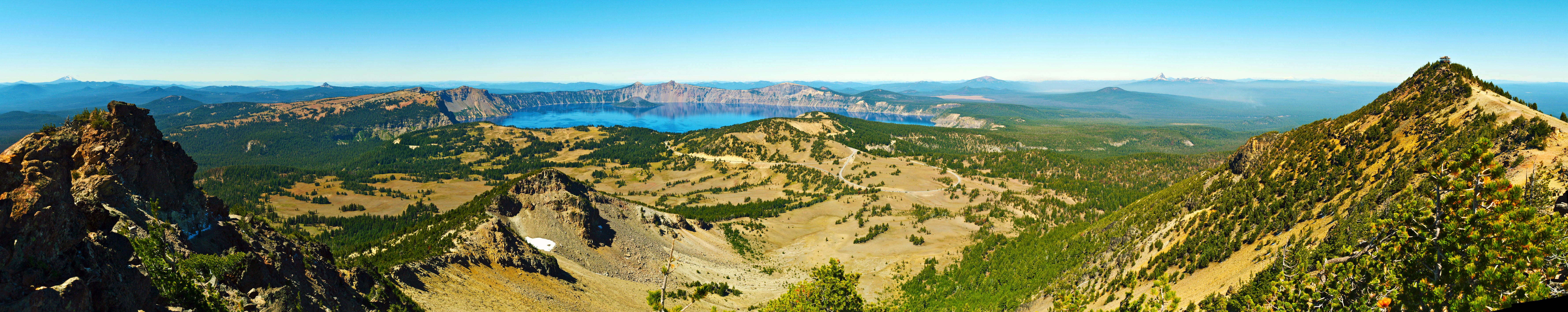
Vue panoramique du mont Mazama vers l'ouest depuis le mont Scott, avec au dernier plan le mont McLoughlin à l'extrémité gauche et le mont Thielsen à droite, tous deux enneigés.

### Exploration géothermique
L'étude chimique et thermique de l'eau du Crater Lake, ainsi que l'altération des roches de plus de 120 000 ans, suggèrent qu'une circulation hydrothermale existe dans les environs du mont Mazama. La plupart des sources présentent une composition chimique similaire, issue de la météorisation du verre volcanique et du clinopyroxène. Cette situation est probablement liée à la chaleur résiduelle de la chambre magmatique depuis l'éruption survenue 7 700 ans avant le présent. Le lac présente des cellules convectives dont les cycles durent trois ans, des fluides thermiques pénétrant dans le lac par son plancher et créant des sources chaudes qui forment des cheminées hydrothermales d'une hauteur allant jusqu'à dix mètres.
La California Energy Company a ainsi foré deux puits d'exploration géothermique : le puits MZI-11A possède une profondeur de 1 423 mètres à l'est du parc national, dans le bassin du Scott Creek, et le puits MZII-1 une profondeur de 867 mètres au sud du parc, à l'est de l'Annie Creek. Ils présentent une chaleur maximale respective de 130 °C et de 40 °C. La dissipation thermique par convection au niveau du Crater Lake est la troisième plus importante de la chaîne des Cascades, après celles des sources chaudes d'Austin et du parc national volcanique de Lassen. Les scientifiques de l'Institut d'études géologiques des États-Unis estiment donc qu'un potentiel énergétique géothermique existe au mont Mazama.

### Évaluation et prévention des risques

Carte des risques volcaniques associés au mont Mazama.
Coulées de laves et nuées ardentes, éjectas, chutes de roches
Lahars
Cendre volcanique
- Limites du parc national de Crater Lake

Le mont Mazama est considéré comme endormi et demeure suivi par l'observatoire volcanologique des Cascades dépendant de l'Institut d'études géologiques des États-Unis (USGS). Du fait de ses éruptions sporadiques depuis 420 000 ans, l'USGS considère qu'il est « pratiquement certain » que le mont Mazama entrera encore en éruption à l'avenir,. Le plus probable est qu'elle surviendrait dans la partie occidentale de la caldeira. L'émission de lave riche en gaz dans des eaux peu profondes pourrait produire un épais panache volcanique alors qu'à des profondeurs plus importantes une éruption sous-marine aurait une explosivité atténuée. Toutefois, l'interaction brutale entre le magma et l'eau pourrait engendrer une déferlante pyroclastique, plus riche en gaz et moins chargée en téphras qu'une simple nuée ardente. Un tel phénomène est capable de franchir les reliefs, de transporter des pyroclastes à 250 m/s, et de parcourir des distances de plusieurs dizaines de kilomètres,. Une éruption depuis les murs de la caldeira pourrait également être explosive en raison de la quantité abondante d'eaux souterraines. Il est aussi possible qu'un cône satellite se forme sur les pentes extérieures près de la caldeira. Il est en revanche peu probable qu'un lahar s'étende loin de la caldeira sur les pentes du volcan, bien qu'un mélange avec de la neige soit envisageable, ni qu'un tsunami induit par une éruption ou par un glissement de terrain franchisse les rebords de la caldeira ou fragilise ses murs, même si de grandes vagues ne sont pas à négliger,,. En outre, les essaims de séismes accompagnant une remontée de magma n'excèdent pas la magnitude de 5 à l'échelle locale. Les séismes le long des failles du graben de Klamath peuvent atteindre la magnitude de 7, mais leur périodicité est de 3 000 à 10 000 ans. La principale menace sismique est liée à la zone de subduction de Cascadia, qui pourrait engendrer une secousse d'une magnitude de 8 à 9, mais sans non plus menacer de rompre les murs de la caldeira. Une éruption limnique par relargage soudain du dioxyde de carbone, à l'instar de la catastrophe du lac Nyos au Cameroun, a peu de risque d'arriver au Crater Lake du fait du brassage entre les eaux de surface et les eaux profondes. Une éruption d'une ampleur telle que celle survenue vers 7 700 ans AP est hautement improbable étant donné qu'elle nécessiterait un volume de magma bien supérieur à celui mis en évidence dans les parages du mont Mazama.
Si la population dans un rayon de dix kilomètres autour du mont Mazama n'est que de 50 habitants environ, plus de 270 000 personnes vivent dans un rayon de cent kilomètres. Toutefois, la probabilité de conséquences graves dans un avenir proche est faible.

## Dans la culture
Pour les Amérindiens de la tribu des Klamaths qui habitaient la région, la montagne est habitée par Llao, dieu du monde souterrain. Après l'effondrement de la caldeira au centre de la montagne, les Klamaths interprètent l'événement comme une bataille entre Llao et son rival Skell, dieu du ciel. Malgré quelques différences narratives, la légende raconte généralement que Llao vit une belle femme klamath, fille d'un chef, et devint furieux quand elle refusa son offre d'immortalité en échange de devenir sa compagne. Il émergea du mont Mazama et projeta du feu vers le peuple vivant à ses pieds. Skell, se tenant sur le mont Shasta, essaya de les défendre. Alors que la terre tremblait et des rochers tombaient du ciel, deux hommes saints se sacrifièrent en se jetant dans le cratère. Skell parvint alors à forcer Llao à retourner dans les entrailles du volcan, qui s'écroula par-dessus lui. D'après certaines variantes, Skell écrasa le sommet de la montagne sur Llao. Des pluies torrentielles s'ensuivirent, remplissant le trou béant laissé par l'effondrement du mont Mazama et formant le Crater Lake.

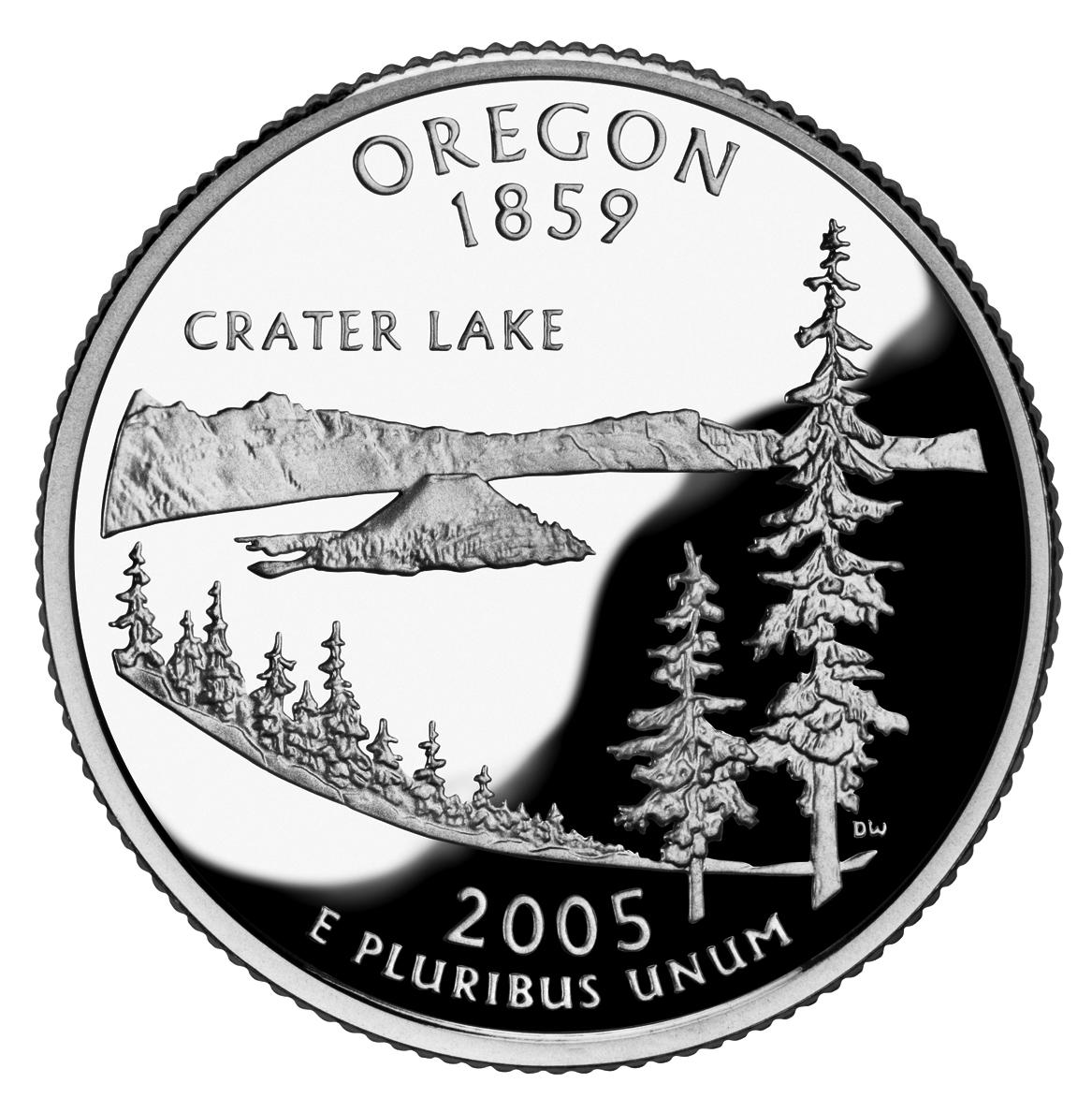
Verso de la pièce d'un quart de dollar émise en 2005.

En 2005, le Crater Lake, avec l'île Wizard, le pic Hillman et The Watchman, figurent sur le verso de la pièce d'un quart de dollar dans la série des 50 États en tant que symbole choisi pour l'État de l'Oregon, avec la date de 1859 symbolisant la date d'entrée dans l'Union. C'est la 33e pièce émise dans cette série commencée en 1999, pour le 33e État des États-Unis. Une cérémonie est tenue pour l'occasion au parc national de Crater Lake le 24 août 2004 en présence du gouverneur Ted Kulongoski.